# Vicente Guerrero, Villa de Cos
Vicente Guerrero är en ort i Mexiko.   Den ligger i kommunen Villa de Cos och delstaten Zacatecas, i den centrala delen av landet, 600 km nordväst om huvudstaden Mexico City. Vicente Guerrero ligger 1 844 meter över havet och antalet invånare är 223.
Terrängen runt Vicente Guerrero är en högslätt.  Trakten runt Vicente Guerrero är nära nog obefolkad, med mindre än två invånare per kvadratkilometer. Närmaste större samhälle är Pacheco, 10,7 km nordväst om Vicente Guerrero. Omgivningarna runt Vicente Guerrero är i huvudsak ett öppet busklandskap.